# Comando de Fuerzas de Operaciones Navales Especiales
El Comando de Fuerzas de Operaciones Navales Especiales (COFE) es un comando de la Armada Argentina con asiento de paz en la Base Naval Puerto Belgrano y con dependencia orgánica del Comando de Adiestramiento y Alistamiento de la Armada.

## Reseña histórica
Por resolución del Estado Mayor General de la Armada de 2023 la superioridad aprobó la creación del Comando de Fuerzas de Operaciones Navales Especiales (COFE) con asiento en Puerto Belgrano y con dependencia orgánica del Comando de Adiestramiento y Alistamiento de la Armada, para la conducción de los elementos de operaciones especiales (Agrupación de Buzos Tácticos APBT y Agrupación de Comandos Anfibios APCA) bajo un mismo comando. En el ámbito del Estado Mayor Conjunto es un elemento con dependencia del Comando Conjunto de Fuerzas de Operaciones Especiales (CCFOE).

## Elementos de operaciones especiales
- Comando de Fuerzas de Operaciones Especiales Navales (COFE)
  - Agrupación de Buzos Tácticos (APBT)
  - Agrupación de Comandos Anfibios (APCA)